# Richie Ginther
Paul Richard „Richie“ Ginther (* 5. August 1930 in Los Angeles, Kalifornien; † 20. September 1989 in Touzac-Le Roucou nahe Bordeaux) war ein US-amerikanischer Automobilrennfahrer.

## Karriere
Nach einer Mechanikerlehre und dem Besuch einer Ingenieursschule arbeitete Richard „Richie“ Ginther ab 1948 bei den Douglas-Flugzeugwerken in Santa Monica (Kalifornien). 1950 lernte er Phil Hill kennen und ließ sich für den Motorsport begeistern. 1951 fuhr er mit einem MG TC mit Ford-Motor sein erstes Bergrennen. Danach war er zwei Jahre im Koreakrieg.

### Erste Jahre im Motorsport
Ginther fuhr in zahlreichen Rennserien, so als Copilot von Phil Hill 1953 und 1954 die Carrera Panamericana und 1957 auch mit einem Ferrari 500 TRC zusammen mit dem Franzosen Francois Picard das 24-Stunden-Rennen von Le Mans, wo er jedoch ausfiel. Privat fuhr er mit einem Porsche Spyder Rennen. Außerdem arbeitete er als Kundendienst-Ingenieur für den Ferrari-Importeur John von Neumann, der ihm gelegentlich einen seiner Sportwagen überließ.
Am 31. Januar 1960 erreichte er beim 1000-km-Rennen von Buenos Aires zusammen mit Wolfgang von Trips auf Ferrari 250 Testa Rossa den zweiten Platz und fuhr die schnellste Rennrunde. Ebenfalls mit von Trips wurde er bei der Targa Florio am 8. Mai 1960 erneut Zweiter auf einem Ferrari Dino 246SP.

### Formel 1 und Sportwagen
Drei Wochen später feierte Richie Ginther beim Großen Preis von Monaco in Monte Carlo sein Formel-1-Debüt auf einem 2,4-Liter-Ferrari Dino 246F1 mit dem sechsten Platz. Im nächsten Rennen in Zandvoort wurde er erneut Sechster. Bei seinem dritten Grand-Prix-Einsatz wurde er am 4. September 1960 in Monza beim Großen Preis von Italien Zweiter hinter Phil Hill. Ginther erreichte damit in jedem seiner ersten drei GP-Rennen WM-Punkte. Im WM-Klassement 1960 wurde er zusammen mit Jim Clark Achter, und das mit einem Formel-2-Auto, die damals noch in den Grand-Prix-Rennen zugelassen wurden.
1961 war Richie Ginther praktisch dritter Werksfahrer für Ferrari, fiel jedoch im Vergleich zu den Spitzenfahrern Phil Hill und Wolfgang von Trips etwas ab. Er wurde zwar in der WM-Wertung Fünfter mit 16 Punkten, konnte sich aber fahrerisch nicht verbessern.
So ging er 1962 zu B.R.M. Ginther hatte im ersten Jahr Anlaufschwierigkeiten, verhalf jedoch Graham Hill durch seine Teamarbeit zum Weltmeistertitel. 1963 war sein bis dahin bestes Jahr in der Formel 1. Drei zweite Plätze (Monte Carlo, Monza, Watkins Glen) und zwei dritte Plätze (Nürburgring, Mexiko) brachten ihm den dritten Platz in der Weltmeisterschaft.
Sein drittes Jahr bei B.R.M. brachte ihm Rang fünf in der Weltmeisterschaft. Ginther errang erneut zweimal den zweiten Platz in Monte Carlo und Zeltweg. Damit holte er sich zum dritten Male innerhalb von vier Jahren im Fürstentum den Ehrenplatz.

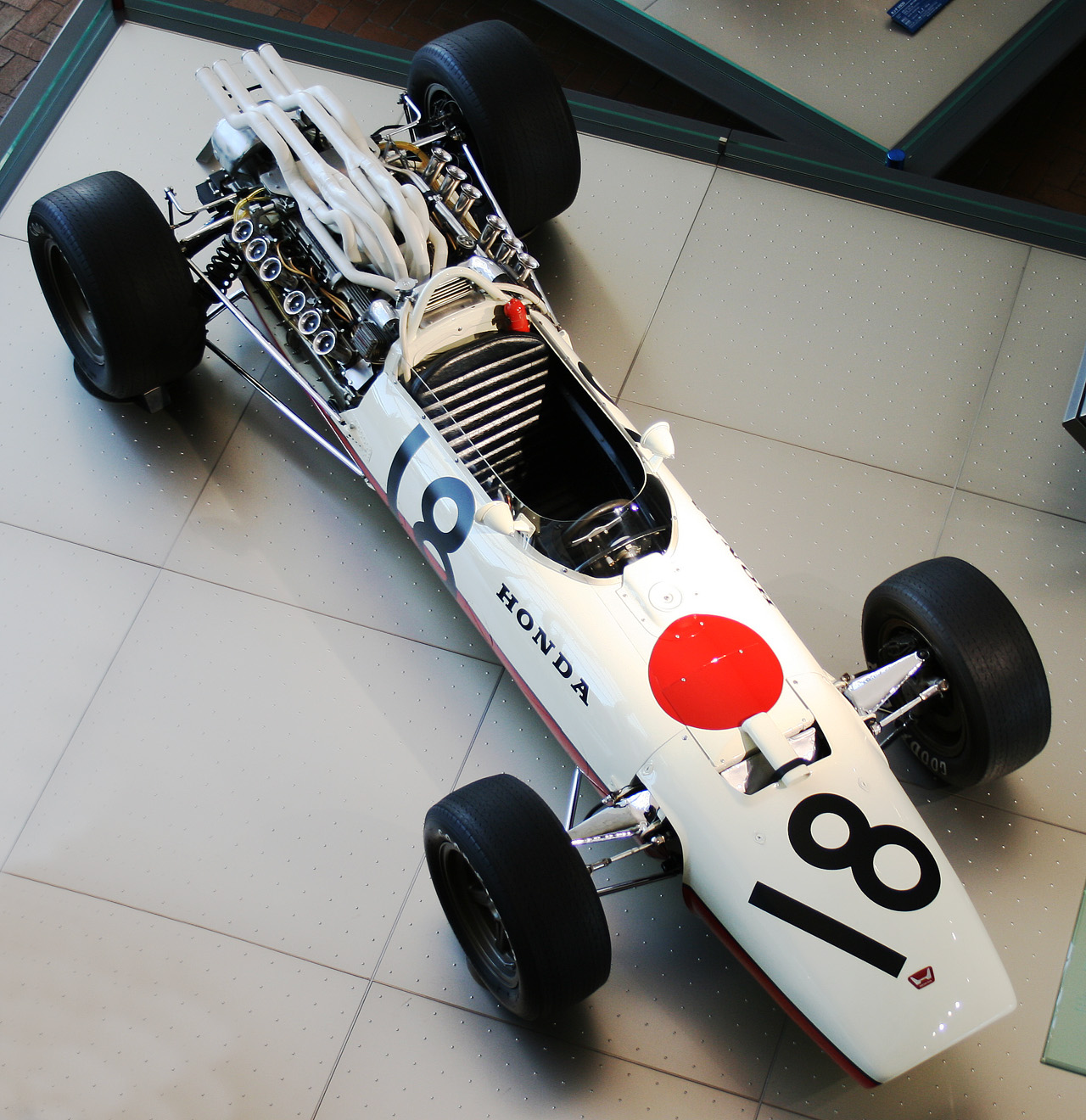
Ginthers Honda RA273 der Saison 1966

Den ersten Grand-Prix-Sieg holte er sich im letzten Rennen 1965 beim Großen Preis von Mexiko. Da fuhr er schon für das Honda-Team, zusammen mit Ronnie Bucknum, der schon 1964 für die Japaner fuhr. Bei B.R.M. ersetzte ihn Jackie Stewart, der 1969, 1971 und 1973 Weltmeister wurde und 1965 seine Formel-1-Karriere begann. Der Sieg von Richie Ginther in Mexiko-Stadt war aber nur der versöhnliche Abschluss einer ansonsten erfolglosen Saison 1965. Mit diesem Rennen endete auch die 1,5-Liter-Formel, die von 1961 bis 1965 galt.
1966 begann die neue 3-Liter-Formel mit Kolbenmotoren bis zu 3000 cm³ Hubraum und einem Mindestgewicht von 500 kg. Richie Ginther war zusammen mit dem aufstrebenden Jochen Rindt Werksfahrer bei Cooper. Mit einem Cooper T81-Maserati V12 fiel er in Monte Carlo aus, bevor er in Spa-Francorchamps auf den fünften Platz kam. Vor dem Großen Preis von Frankreich wechselte Weltmeister John Surtees wegen persönlicher Differenzen mit Ferrari-Rennleiter Eugenio Dragoni von Ferrari zum Cooper-Team und übernahm den Platz von Richie Ginther.
Ginther selbst war schon auf dem Wege nach Japan, um dort die Endphase der Entwicklung des Dreiliter-V12-Honda-Wagens mitzuerleben und Testfahrten zu machen. In Monza beim Großen Preis von Italien brachte er mit dem Honda RA273-V12 den schwersten aller Formel-1-Wagen (immerhin 730 kg) an den Start. Ginther war mit der Leistung seines Hondas zufrieden, nicht jedoch mit dem Fahrwerk. Im Rennen kämpfte er sich bis auf den zweiten Platz vor, bevor er in der 17. Runde in der Curva Grande aus ungeklärter Ursache mit 250 km/h von der Strecke abkam und der Wagen an den Leitplanken zerschellte. Ginther blieb fast unverletzt.
Beim Großen Preis der USA lief Ginthers Motor von Anfang an nicht einwandfrei, seinen späteren Ausfall verursachten jedoch ein Getriebeschaden und Schwierigkeiten an der Schaltung.
In Mexiko-Stadt hatte er aus der zweiten Reihe den besten Start. Seine Führung hielt aber nur bis zur zweiten Runde. Dann wurde er von Brabham überholt. Wegen Motorproblemen fiel er zunächst auf Platz sieben zurück. Einige Runden später drehte der Honda-Motor wieder voll und Ginther erreichte am Ende des Rennens Platz vier.
Mit insgesamt 5 Punkten reichte es für Richie Ginther in der Weltmeisterschaft 1966 jedoch nur zum elften Platz. Für 1967 war dann für ihn kein Platz mehr im Honda-Team. Wie schon ein Jahr zuvor bei Cooper wurde er wieder von John Surtees verdrängt. Ginther ging zu Dan Gurney ins Anglo-American-Racers-Team. Als er sich nicht für den Großen Preis von Monaco qualifizieren konnte, beendete er seine Formel-1-Karriere.
Insgesamt erreichte Ginther bei 52 Formel-1-Rennen 107 Weltmeisterschaftspunkte und fuhr dreimal die schnellste Rennrunde.
Neben seinem Engagement in der Formel 1 war er im Sportwagen aktiv, unter anderem in Sebring, bei den 24 Stunden von Le Mans und beim 1000-km-Rennen auf dem Nürburgring. Auf dem Nürburgring wurde er 1961 auf einem Ferrari Dino 246 SP zusammen mit Olivier Gendebien Dritter, 1964 Fünfter mit Joakim Bonnier auf Porsche 904/8 und 1966 Dritter mit Pedro Rodríguez auf Ferrari Dino 206 S.

## Privates
Nach seiner Rennsportkarriere war er bei verschiedenen Rennteams außerhalb der Formel 1 im Management aktiv. An die Rennstrecke kehrte er 1977 zurück, als er nach dem Großen Preis von Deutschland dem Sieger Niki Lauda eine Trophäe von Goodyear überreichte. 1989 war er in Donington bei den Feierlichkeiten „40 Jahre B.R.M.“ anzutreffen. Kurze Zeit später starb Richie Ginther am 20. September 1989 während eines Urlaubs in Frankreich an einem Herzinfarkt. Er hatte drei Kinder; von seiner Frau war er seit 1966 geschieden.

## Statistik

### Statistik in der Automobil-Weltmeisterschaft

#### Grand-Prix-Siege
- 1965  Großer Preis von Mexiko (Mexiko-Stadt)

#### Gesamtübersicht
| Saison | Team                     | Chassis            | Motor            | Rennen | Siege | Zweiter | Dritter | Poles | schn. Rennrunden | Punkte  | WM-Pos. |
| ------ | ------------------------ | ------------------ | ---------------- | ------ | ----- | ------- | ------- | ----- | ---------------- | ------- | ------- |
| 1960   | Scuderia Ferrari         | Ferrari Dino 246F1 | Ferrari 2.4 V6   | 1      | −     | −       | −       | −     | −                | 8       | 9.      |
| 1960   | Scuderia Ferrari         | Ferrari Dino 246P  | Ferrari 2.4 V6   | 2      | −     | 1       | −       | −     | −                | 8       | 9.      |
| 1961   | Scuderia Ferrari         | Ferrari 156        | Ferrari 1.5 V6   | 7      | −     | 1       | 2       | −     | 2                | 16      | 5.      |
| 1962   | Owen Racing Organisation | BRM P48/57         | BRM 1.5 V8       | 2      | −     | 1       | 1       | −     | −                | 10      | 8.      |
| 1962   | Owen Racing Organisation | BRM P57            | BRM 1.5 V8       | 7      | −     | −       | −       | −     | −                | 10      | 8.      |
| 1963   | Owen Racing Organisation | BRM P57            | BRM 1.5 V8       | 10     | −     | 3       | 2       | −     | −                | 29 (34) | 3.      |
| 1964   | Owen Racing Organisation | BRM P261           | BRM 1.5 V8       | 10     | −     | 2       | −       | −     | −                | 23      | 5.      |
| 1965   | Honda R&D Co.            | Honda RA272        | Honda 1.5 V12    | 8      | 1     | −       | −       | −     | −                | 11      | 7.      |
| 1966   | Cooper Car Company       | Cooper T81         | Maserati 3.0 V12 | 2      | −     | −       | −       | −     | −                | 5       | 11.     |
| 1966   | Honda R&D Co.            | Honda RA273        | Honda 3.0 V12    | 3      | −     | −       | −       | −     | 1                | 5       | 11.     |
| Gesamt | Gesamt                   | Gesamt             | Gesamt           | 52     | 1     | 8       | 5       | −     | 3                | 107     |         |

#### Einzelergebnisse
| Saison | 1   | 2   | 3   | 4   | 5   | 6   | 7   | 8 | 9   | 10 | 11 |
| ------ | --- | --- | --- | --- | --- | --- | --- | - | --- | -- | -- |
| 1960   |     |     |     |     |     |     |     |   |     |    |    |
|        | 6   |     | 6   |     | DNS |     |     | 2 |     |    |    |
| 1961   |     |     |     |     |     |     |     |   |     |    |    |
| 2      | 5   | 3   | DNF | 3   | 8   | DNF | DNA |   |     |    |    |
| 1962   |     |     |     |     |     |     |     |   |     |    |    |
| DNF    | DNF | 13  | 3   | 13  | 8   | 2   | DNF | 7 |     |    |    |
| 1963   |     |     |     |     |     |     |     |   |     |    |    |
| 2      | 4   | 5   | DNF | 4   | 3   | 2   | 2   | 3 | DNF |    |    |
| 1964   |     |     |     |     |     |     |     |   |     |    |    |
| 2      | 11  | 4   | 5   | 8   | 7   | 2   | 4   | 4 | 8   |    |    |
| 1965   |     |     |     |     |     |     |     |   |     |    |    |
|        | DNF | 6   | DNF | DNF | 6   |     | DNF | 7 | 1   |    |    |
| 1966   |     |     |     |     |     |     |     |   |     |    |    |
| DNF    | 5   |     |     |     |     | DNF | NC  | 4 |     |    |    |
| 1967   |     |     |     |     |     |     |     |   |     |    |    |
|        | DNQ | DNA |     |     |     |     |     |   |     |    |    |

| Legende  | Legende            | Legende                                                          |
| Farbe    | Abkürzung          | Bedeutung                                                        |
| -------- | ------------------ | ---------------------------------------------------------------- |
| Gold     | –                  | Sieg                                                             |
| Silber   | –                  | 2. Platz                                                         |
| Bronze   | –                  | 3. Platz                                                         |
| Grün     | –                  | Platzierung in den Punkten                                       |
| Blau     | –                  | Klassifiziert außerhalb der Punkteränge                          |
| Violett  | DNF                | Rennen nicht beendet (did not finish)                            |
| Violett  | NC                 | nicht klassifiziert (not classified)                             |
| Rot      | DNQ                | nicht qualifiziert (did not qualify)                             |
| Rot      | DNPQ               | in Vorqualifikation gescheitert (did not pre-qualify)            |
| Schwarz  | DSQ                | disqualifiziert (disqualified)                                   |
| Weiß     | DNS                | nicht am Start (did not start)                                   |
| Weiß     | WD                 | zurückgezogen (withdrawn)                                        |
| Hellblau | PO                 | nur am Training teilgenommen (practiced only)                    |
| Hellblau | TD                 | Freitags-Testfahrer (test driver)                                |
| ohne     | DNP                | nicht am Training teilgenommen (did not practice)                |
| ohne     | INJ                | verletzt oder krank (injured)                                    |
| ohne     | EX                 | ausgeschlossen (excluded)                                        |
| ohne     | DNA                | nicht erschienen (did not arrive)                                |
| ohne     | C                  | Rennen abgesagt (cancelled)                                      |
| ohne     | keine WM-Teilnahme |                                                                  |
| sonstige | P/fett             | Pole-Position                                                    |
| sonstige | 1/2/3/4/5/6/7/8    | Punktplatzierung im Sprint-/Qualifikationsrennen                 |
| sonstige | SR/kursiv          | Schnellste Rennrunde                                             |
| sonstige | *                  | nicht im Ziel, aufgrund der zurückgelegten Distanz aber gewertet |
| sonstige | ()                 | Streichresultate                                                 |
| sonstige | unterstrichen      | Führender in der Gesamtwertung                                   |

### Le-Mans-Ergebnisse
| Jahr | Team                       | Fahrzeug           | Teamkollege        | Platzierung    | Ausfallgrund    |
| ---- | -------------------------- | ------------------ | ------------------ | -------------- | --------------- |
| 1957 | Equipe Los Amigos          | Ferrari 500TRC     | François Picard    | Ausfall        | Wasserpumpe     |
| 1960 | Scuderia Ferrari SpA       | Ferrari 250TRI     | Willy Mairesse     | Ausfall        | Getriebeschaden |
| 1961 | Scuderia Ferrari SpA       | Ferrari Dino 246SP | Wolfgang von Trips | Ausfall        | kein Benzin     |
| 1962 | David Brown Racing Dept.   | Aston Martin DP212 | Graham Hill        | Ausfall        | Ölpumpe         |
| 1963 | Owen Racing Organisation   | Rover-B.R.M.       | Graham Hill        | nicht gewertet |                 |
| 1964 | Ford Motor Company         | Ford GT40          | Masten Gregory     | Ausfall        | Getriebeschaden |
| 1966 | North American Racing Team | Ferrari 330P3      | Pedro Rodríguez    | Ausfall        | Getriebeschaden |

### Sebring-Ergebnisse
| Jahr | Team                       | Fahrzeug                         | Teamkollege        | Teamkollege    | Teamkollege        | Platzierung             | Ausfallgrund       |
| ---- | -------------------------- | -------------------------------- | ------------------ | -------------- | ------------------ | ----------------------- | ------------------ |
| 1957 | Temple Buell               | Ferrari 500TRC                   | Howard Hively      |                |                    | Rang 10 und Klassensieg |                    |
| 1958 | John von Neumann           | Ferrari 250TR                    | John von Neumann   |                |                    | Ausfall                 | Getriebeschaden    |
| 1959 | Scuderia Ferrari           | Ferrari 250 GT California Spyder | Howard Hively      |                |                    | Rang 9 und Klassensieg  |                    |
| 1960 | North American Racing Team | Ferrari 250TR59/60               | Chuck Daigh        |                |                    | Ausfall                 | Wasser- und Ölleck |
| 1961 | Sefac Automobile Ferrari   | Ferrari 250TRI                   | Giancarlo Baghetti | Willy Mairesse | Wolfgang von Trips | Rang 2                  |                    |
| 1963 | Rosebud Racing Team        | Ferrari 250 GTO                  | Innes Ireland      |                |                    | Rang 6                  |                    |
| 1964 | Precision Motor Cars       | Porsche 904 GTS                  | Ronnie Bucknam     |                |                    | Rang 31                 |                    |
| 1965 | Ken Miles                  | Ford GT40                        | Phil Hill          |                |                    | Ausfall                 | Aufhängung         |

### Einzelergebnisse in der Sportwagen-Weltmeisterschaft
| Saison | Team                                                       | Rennwagen                                      | 1   | 2   | 3   | 4   | 5   | 6   | 7   | 8   | 9   | 10  | 11  | 12  | 13  | 14  | 15  | 16  | 17  | 18  | 19  | 20  | 21  | 22  |
| ------ | ---------------------------------------------------------- | ---------------------------------------------- | --- | --- | --- | --- | --- | --- | --- | --- | --- | --- | --- | --- | --- | --- | --- | --- | --- | --- | --- | --- | --- | --- |
| 1953   | Allen Guiberson                                            | Ferrari 340 Mexico                             | SEB | MIM | LEM | SPA | NÜR | RTT | CAP |     |     |     |     |     |     |     |     |     |     |     |     |     |     |     |
| 1953   | Allen Guiberson                                            | Ferrari 340 Mexico                             |     |     |     | DNF |     |     |     |     |     |     |     |     |     |     |     |     |     |     |     |     |     |     |
| 1954   | Allen Guiberson                                            | Ferrari 375MM                                  | BUA | SEB | MIM | LEM | RTT | CAP |     |     |     |     |     |     |     |     |     |     |     |     |     |     |     |     |
| 1954   | Allen Guiberson                                            | Ferrari 375MM                                  |     |     | 2   |     |     |     |     |     |     |     |     |     |     |     |     |     |     |     |     |     |     |     |
| 1957   | Temple Buell Equipe Los Amigos                             | Ferrari 500TRC                                 | BUA | SEB | MIM | NÜR | LEM | KRI | CAR |     |     |     |     |     |     |     |     |     |     |     |     |     |     |     |
| 1957   | Temple Buell Equipe Los Amigos                             | Ferrari 500TRC                                 |     | 10  |     |     | DNF |     |     |     |     |     |     |     |     |     |     |     |     |     |     |     |     |     |
| 1958   | John von Neumann                                           | Ferrari 250TR                                  | BUA | SEB | TAR | NÜR | LEM | RTT |     |     |     |     |     |     |     |     |     |     |     |     |     |     |     |     |
| 1958   | John von Neumann                                           | Ferrari 250TR                                  | DNF |     |     |     |     |     |     |     |     |     |     |     |     |     |     |     |     |     |     |     |     |     |
| 1959   | Scuderia Ferrari                                           | Ferrari 250 GT                                 | SEB | TAR | NÜR | LEM | RTT |     |     |     |     |     |     |     |     |     |     |     |     |     |     |     |     |     |
| 1959   | Scuderia Ferrari                                           | Ferrari 250 GT                                 | 9   |     |     |     |     |     |     |     |     |     |     |     |     |     |     |     |     |     |     |     |     |     |
| 1960   | Scuderia Ferrari North American Racing Team                | Ferrari 250TR Ferrari 250TRI Ferrari Dino 246S | BUA | SEB | TAR | NÜR | LEM |     |     |     |     |     |     |     |     |     |     |     |     |     |     |     |     |     |
| 1960   | Scuderia Ferrari North American Racing Team                | Ferrari 250TR Ferrari 250TRI Ferrari Dino 246S | 2   | DNF | DNF | DNF | DNF |     |     |     |     |     |     |     |     |     |     |     |     |     |     |     |     |     |
| 1961   | Scuderia Ferrari                                           | Ferrari 250TRI Ferrari Dino 246SP              | SEB | TAR | NÜR | LEM | PES |     |     |     |     |     |     |     |     |     |     |     |     |     |     |     |     |     |
| 1961   | Scuderia Ferrari                                           | Ferrari 250TRI Ferrari Dino 246SP              | 2   | DNF | 3   | DNF | DNF |     |     |     |     |     |     |     |     |     |     |     |     |     |     |     |     |     |
| 1962   | Aston Martin                                               | Aston Martin DP212                             | DAY | SEB | SEB | MAI | TAR | BER | NÜR | LEM | TAV | CCA | RTT | NÜR | BRI | BRI | PAR |     |     |     |     |     |     |     |
| 1962   | Aston Martin                                               | Aston Martin DP212                             |     |     |     |     | DNF |     |     |     |     |     |     |     |     |     |     |     |     |     |     |     |     |     |
| 1963   | Rosebud Racing Team British Racing Motors                  | Ferrari 250 GTO Rover Turbine                  | DAY | SEB | SEB | TAR | SPA | MAI | NÜR | CON | ROS | LEM | MON | WIS | TAV | FRE | CCE | RTT | OVI | NÜR | MON | MON | TDF | BRI |
| 1963   | Rosebud Racing Team British Racing Motors                  | Ferrari 250 GTO Rover Turbine                  |     |     | 6   |     |     |     |     |     |     | DNF |     |     |     |     |     |     |     |     |     |     |     |     |
| 1964   | Precision Motor Cars Porsche Ford Eric Portman             | Porsche 904 Ford GT40 Ferrari 250 GTO          | DAY | SEB | TAR | MON | SPA | CON | NÜR | ROS | LEM | REI | FRE | CCE | RTT | SIM | NÜR | MON | TDF | BRI | BRI | PAR |     |     |
| 1964   | Precision Motor Cars Porsche Ford Eric Portman             | Porsche 904 Ford GT40 Ferrari 250 GTO          |     | 31  |     |     |     |     | 5   |     | DNF | DNF |     |     | 9   |     |     |     |     |     |     |     |     |     |
| 1965   | Carroll Shelby International Ken Miles                     | Ford GT40                                      | DAY | SEB | BOL | MON | MON | RTT | TAR | SPA | NÜR | MUG | ROS | LEM | REI | BOZ | FRE | CCE | OVI | NÜR | BRI | BRI |     |     |
| 1965   | Carroll Shelby International Ken Miles                     | Ford GT40                                      | 3   | DNF |     |     |     |     |     |     |     |     |     |     |     |     |     |     |     |     |     |     |     |     |
| 1966   | Holman & Moody Scuderia Ferrari North American Racing Team | Ford GT40 Ferrari Dino 206S Ferrari 330P3      | DAY | SEB | MON | TAR | SPA | NÜR | LEM | MUG | CCE | HOK | SIM | NÜR | ZEL |     |     |     |     |     |     |     |     |     |
| 1966   | Holman & Moody Scuderia Ferrari North American Racing Team | Ford GT40 Ferrari Dino 206S Ferrari 330P3      | DNF |     |     |     |     | 3   | DNF |     |     |     |     |     |     |     |     |     |     |     |     |     |     |     |
| 1967   | Holman & Moody                                             | Ford GT40                                      | DAY | SEB | MON | SPA | TAR | NÜR | LEM | HOK | MUG | BRH | CCE | ZEL | OVI | NÜR |     |     |     |     |     |     |     |     |
| 1967   | Holman & Moody                                             | Ford GT40                                      | DNF |     |     |     |     |     |     |     |     |     |     |     |     |     |     |     |     |     |     |     |     |     |